# Pero Tadić – Ćesrija
Pero Tadić – Ćesrija (zaselak Ivica, između Volujaka i Zvizda, 16. listopada 1937., hrvatski književnik

## Životopis
Rođen je između dva sela, Volijaka i Zvizda, u zaseoku Ivica, od oca Joze Tadića i majke Anđe rođene Ćorić. Djed mu je bio poznati majstor Pero Ćesrija, pravio je kuće, mlinove i vodenice, te je nosio ćeseć, a to je neki alat majstorski, te po tome je i dobio ime "Ćesrija". Sin Jozo mu je dijete iz drugog braka. Zaseok Ivica, gdje je rođen Pero, pripada selu Valiku i općini Kreševo. Kad je Perin djed umro, baka baka Lucija vratila se u drugo selo kod svoga sina iz svoga prvog braka, selo nedaleko od Ivice sela Rakova Noga, a taj je stric Stjepan poginuo na Ivan planini, kao vojnik, domobran. Otac Jozo ostao je u šumi kao hrvatski vojnik. OZNA je devetogodišnjem Peri ubila majku. Otac Jozo kasnije se predao, bio osuđen, a na prvoj amnestiji poslije prevrata pušten i tako ostao živ. Zbog toga je ona država i sustav obilježila Peru, koji je stalno bio pod velikim povećalom i "preventivno", nevin, pritvaran i zatvaran. Kao politički zatvorenik u Zenici je proveo osamnaest godina, prvi puta sedam, a drugi puta jedanaest godina. Doda li se višekratno zatočenje od po par mjeseci pa do godine dana zatvora, sve skupa je bio politički rob preko dvadeset godina. U pisanu riječ zaljubio se na prvom robovanju u Zenici. Od tada stalno piše o svom zlu što je pretrpio.

## Djela
Objavio je djela u izdanju Udruge umjetnika "Tin Ujević" i u vlastitoj nakladi:
- Bosna koja nestaje, 1999.
- Vlakom za Sarajevo, 2001.
- Zenica bluz, 2002.
- Molitva povratnika, 2005.
- Nemiri, 2006.
- Plač nad zavičajem, 2009.
- Prorok ili luđak, 2009.
- Z(j)enica u oku roba, 2011.
- Bez povratka, 2012.
- Grad klošara, 2014.